# Ullapool River
Der Ullapool River ist ein Fluss in der schottischen Council Area Highland beziehungsweise in der traditionellen Grafschaft Ross-shire.

## Beschreibung
Bei dem Ullapool River handelt es sich um den Abfluss von Loch Achall, einem Süßwassersee, der auf einer Höhe von 84 Metern gelegen ist. Der Ullapool River fließt an dessen Westufer aus Loch Achall ab und verläuft zunächst für etwa 3,5 Kilometer in vornehmlich westlicher Richtung. Dann dreht sein Lauf nach Süden. Er fließt zwischen den Ortschaften Ullapool und Morefield hindurch und mündet am Westrand von Ullapool in den Loch Broom, eine Bucht der Schottischen See. Zwischen Loch Achall und seiner Mündung überwindet der Ullapool River einen Höhenunterschied von 84 Metern. Hierbei fällt er entlang einer als Wasserfall „Eas Dubh“ gekennzeichneten Strecke mehrere Meter ab. In den Ullapool River münden verschiedene Bäche ein.

## Umgebung
Ullapool und Morefield sind die einzigen Ortschaften, welche der Ullapool River tangiert. Entlang seines Oberlaufs finden sich jedoch Spuren früherer Besiedlung und landwirtschaftlicher Nutzung. Bei Ullapool überspannt eine Brücke der A835 den Unterlauf des Flusses.

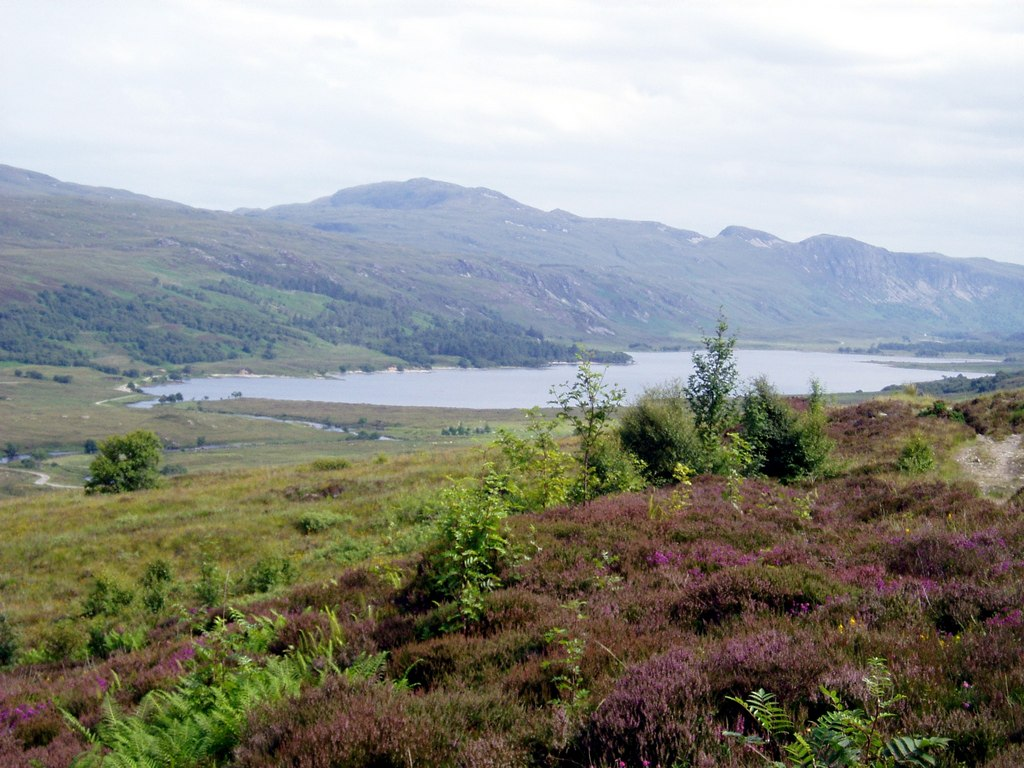
Abfluss aus Loch Achall
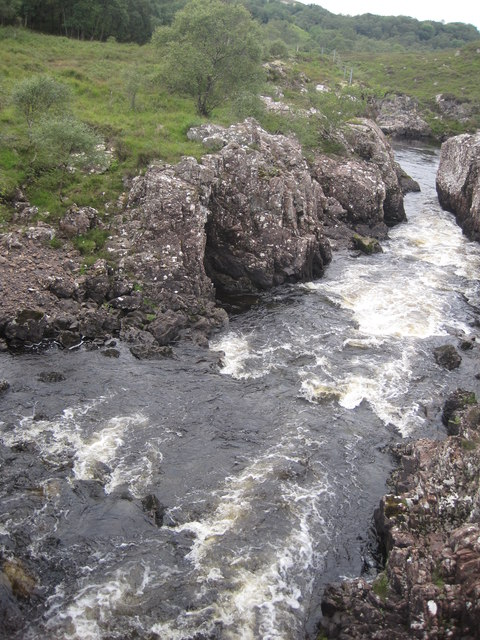
Wasserfall Eas Dubh
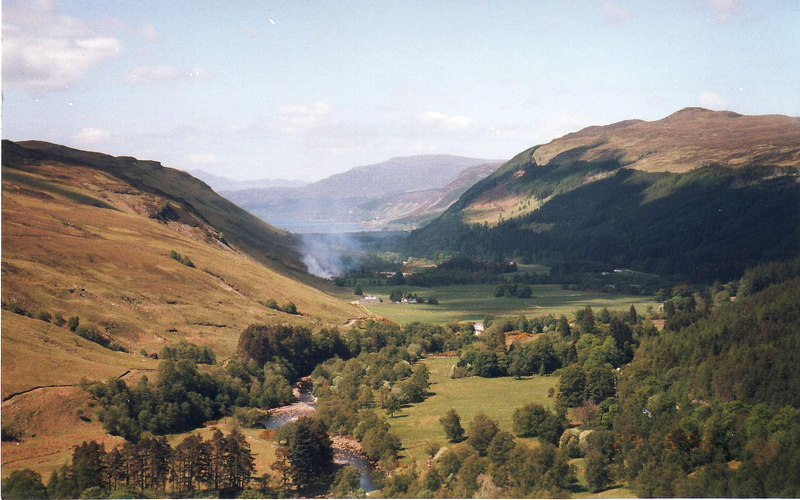
Tal des Ullapool Rivers